# Vina (California)
Vina es un lugar designado por el censo ubicado en el condado de Tehama en el estado estadounidense de California. En el año 2010 tenía una población de 237 habitantes.

## Geografía
Vina se encuentra ubicado en las coordenadas que aparecen en la parte superior derecha del artículo.